# رايسيو

موقع رايسيو.

شعار رايسيو

رايسيو (بالفنلندية: Raisio؛ بالسويدية: Reso) مدينة فنلندية في جنوب غرب البلاد وتقاطع هام لطرق رئيسية. تقع في إقليم فارسينايس سوومي بجوار عاصمته توركو ويبلغ عدد قاطنيها 24.530 ساكن. يغطي نطاقها البلدي مساحة 48,76 كيلومتراً مربع، لها نحو 5 كيلومترات على ساحل خليج رايسيو على طرفها الجنوبي.

## التاريخ
يعود أقدم توثيق مكتوب معروف متعلق برايسيو إلى عام 1292، وهناك أدلة قوية على مستوطنة من العصر الحديدي في المنطقة، إلا أن رايسيو لم تصبح مدينة حتى عام 1974. حتى أواخر القرن العشرين، كانت هذه منطقة زراعية. حـوّل نجاح مجموعة رايسيو إلى مركز صناعي، وسبب زيادة هائلة في عدد السكان، فخلال القرن العشرين تنامى عدد سكان رايسيو أحد عشر مرة.

## الاسم
أُطلق اسم رايسيو في الأصل على نهرها رايسيونيوكي. أبكر شكل لاسم النهر هو رايسايوكي (Raisajoki)، ومعناها «نهر السبخة/المستنقع»، ويمكن أن تـُرى أدلة تأثيلية عن هذا في كلمة الاستونية "raisnik"، وتعنى «المرج الخثي». نظرية أخرى وراء تأثيل اسم رايسيو هو أنه قد أتى من كلمة "raiskio"، وتعني غابة تضررت بسوء الحراجة، لأنه مشهد رايسيو الطبيعي تغير بسبب المستنقعات وردة ما بعد العصر الجليدي.

## السياسة

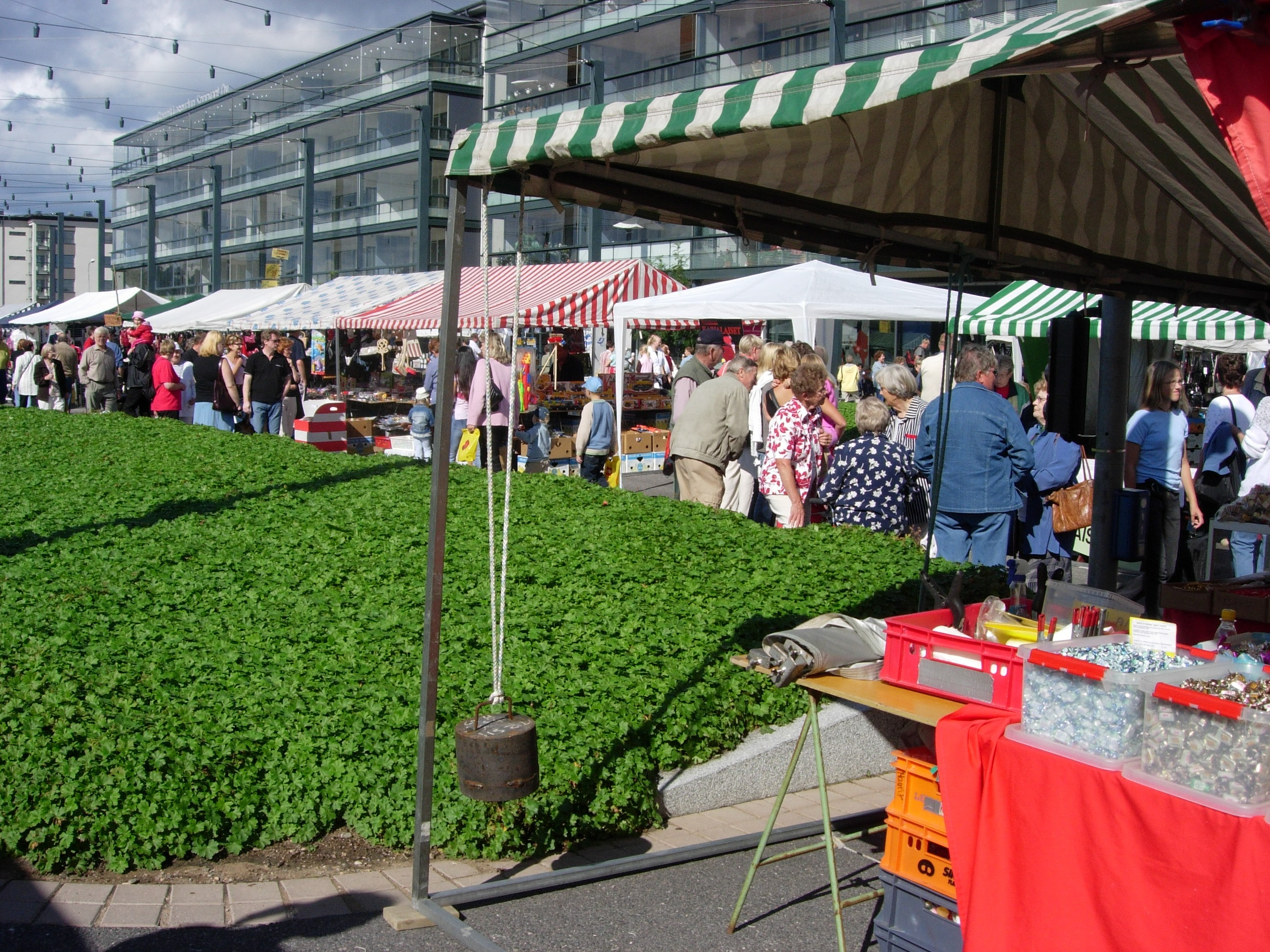
سوق في رايسيو.

نتائج الانتخابات البرلمانية الفنلندية، 2011 في رايسيو:
- الحزب الاشتراكي الديمقراطي 24.2%
- حزب الائتلاف الوطني الفنلندي 22.0%
- الفنلنديون الحقيقيون 21.5%
- تحالف اليسار 12.8%
- حزب الوسط 5.6%
- الديمقراطيون المسيحيون 4.9%
- الرابطة الخضراء 4.9%
- حزب الشعب السويدي 1.6%

## النقاط المثيرة للاهتمام
لدى مدينة رايسيو أماكن ثقافية كثيرة، مثل مركز فريسيلا للحرف اليدوية، والذي يقدم للزائر لمحة عن الفنون والحرف التقليدية الفنلندية. مركز الثقافي هاركو في وسط المدينة يضم متحف الفنون، والمتحف الأثري ومسرح. مكتبة المدينة ومركز السباحة أولبوكا هما أيضاً جديران بالذكر. توجد في رايسيو أيضاً أكبر مدرسة متوسطة في فنلندا تـُسمى "Vaisaaren yläkoulu".

## الاقتصاد

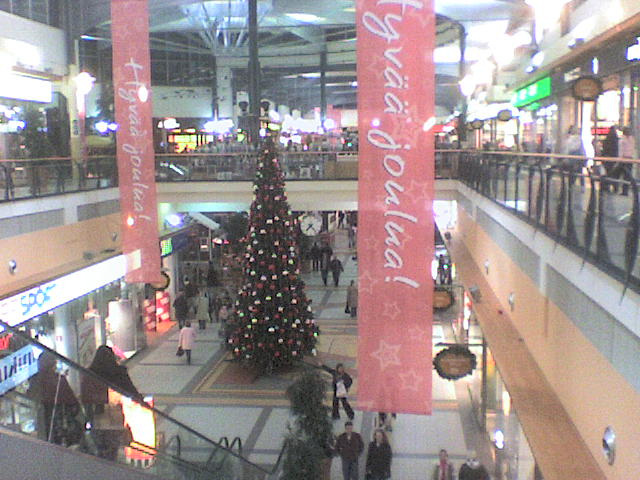
مولو أحد أكبر مراكز التسوق في شمالي أوروبا.

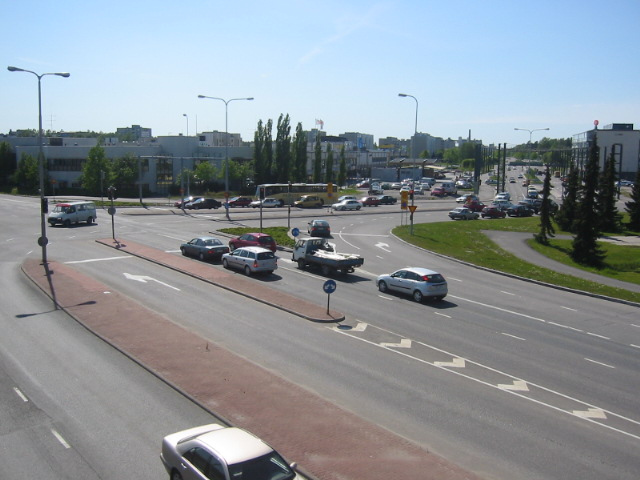
مفترق طرق معروف في رايسيو

ساهم وقوع المدينة على اتصالات مرورية جيدة بالقرب من عاصمة الإقليم بشكل كبير في نموها. صناعاتها رئيسية هي الخدمات والمواد الغذائية والصناعات الكيميائية. مجموعة رايسيو هي أكبر أرباب العمل في المدينة وهي شركة تصنيع الغذائي والأعلاف الحيوانية والمنتجات الصحية.
رايسيو هي أيضا مقر لمركز مولو للتسوق، أحد أكبرها في الدول الإسكندنافية.
المدينة أيضا لديها ثالث إيكيا في فنلندا
أكبر أرباب العمل في رايسيو:
| الشركة                         | العاملين    |
| ------------------------------ | ----------- |
| مدينة رايسيو                   | 1.294       |
| مركز مولة للتسوق               | 1.000       |
| مجموعة رايسيو                  | 630         |
| دلتامارين المحدودة             | 255         |
| دي إن آي المحدودة              | 230         |
| كاوكورا المحدودة               | 175         |
| مولتيليفت المحدودة             | 170         |
| تورون بلتي يا إريستوس المحدودة | أكثر من 100 |
| كونيبايا هاكينن المحدودة       | 85          |
| أورساب المحدودة                | 80          |
| فيهو المحدودة                  | 68 (+23)    |
| كورهونن بي أو المحدودة         | 70          |
| ترافوميك المحدودة              | 70          |
| ساهكو-إينستو                   | 60          |

## توأمة
رايسيو متوأمة مع:
- كينغيسيب, روسيا
- سيتونا، السويد
- سونغراد، المجر
- إلمسهورن، ألمانيا

## وصلات خارجية
- مدينة رايسيو – الموقع الرسمي
- مجموعة رايسيو نسخة محفوظة 29 مايو 1998 على موقع واي باك مشين.
- مركز مولو للتسوق
- أولبوكا